# Барбарівка (колонія)
Барбарівка, Барбарівка-Нова (рос. Барбаровка, Барбаровка Новая, пол. Barbarówka) — колишня німецька колонія у Романівецькій волості Новоград-Волинського повіту Волинської губернії та Барбарівській і Миколаївській сільських радах Новоград-Волинського, Соколовського районів, Новоград-Волинської міської ради Волинської округи та Київської області.
Лютеранське поселення, південно-східніше м. Новоград-Волинський, належало до парафії м. Новограда-Волинського.

## Населення
У 1906 році кількість населення становила 144 особи, дворів — 20, у 1910 році — 164 особи.
Станом на 1923 рік в колонії проживало 223 особи, кількість дворів — 38, у 1924 році — 272 особи, з перевагою населення німецької національности, кількість дворів — 40.

## Історія
В кінці 19 століття — колонія Романівецької волості Новоград-Волинського повіту, на річці Тня, мала 23 двори. Відстань до повітового міста Новоград-Волинський становила 25 верст.
В 1906 році — колонія Романівецької волості (2-го стану) Новоград-Волинського повіту Волинської губернії. Відстань до повітового центру, м. Новоград-Волинський, становила 24 версти, до волосної управи в с. Романівка — 14 верст. Найближче поштово-телеграфне відділення розташовувалось в Новоград-Волинському.
У 1923 році увійшла до складу новоствореної Барбарівської сільської ради, котра, від 7 березня 1923 року, стала частиною новоутвореного Новоград-Волинського району Житомирської (згодом — Волинська) округи. 28 березня 1928 року колонію передано до складу Миколаївської сільської ради Новоград-Волинського району. В складі сільради 20 червня 1930 року увійшла до Соколовського району, 15 вересня 1930 року повернута до складу Новоград-Волинського району. 1 червня 1935 року, через ліквідацію Новоград-Волинського району, підпорядкована до Новоград-Волинської міської ради Київської області.
Станом на 1 жовтня 1941 року не перебуває на обліку населених пунктів.